# متحف الهجرة
متحف الهجرة هو مركز حضاري وثقافي يقع في جبل ثور بمدينة مكة المكرمة، يهدف إلى تعريف الزوار بتاريخ البعثة النبوية، ويتضمن عرضًا لتاريخ ما قبل الإسلام حتى الوقت الحاضر وكل ما يتعلق بسيرة النبي محمد.